# سفارة إسرائيل في السويد
سفارة إسرائيل في السويد هي أرفع تمثيل دبلوماسي لدولة إسرائيل لدى السويد. تقع السفارة في ستوكهولم وهي تهدف لتعزيز المصالح الإسرائيلية في السويد.

## وصلات خارجية
- الموقع الرسمي
- قائمة سفارات إسرائيل
- قائمة السفارات في السويد